# Kai Berger
Kai Berger (* 1971 in Rathenow) ist ein rechtsextremer deutscher Politiker der Alternative für Deutschland (AfD).

## Leben
Berger ist selbständig und arbeitet im Bereich internationale Transportdienstleistungen. Er ist verheiratet und hat drei erwachsene Kinder.

## Politik
Berger ist seit 2013 Parteimitglied und zugleich Gründungsmitglied des AfD-Landesverbandes Brandenburg. Seit 2014 vertritt er die Partei im Kreistag Havelland und in der Stadtverordnetenversammlung Premnitz. Nach erfolgloser Kandidatur 2014 und 2019 gewann Berger bei der Landtagswahl 2024 das Direktmandat für den Landtagswahlkreis Ostprignitz-Ruppin III/Havelland III.